# Decentraland
Decentraland est une plate-forme de réalité virtuelle 3D décentralisée qui se compose de 90 601 parcelles de terrain (environ 23 km2). Les parcelles de Decentraland sont des jetons non fongibles qui peuvent être achetés en utilisant la crypto-monnaie MANA. Cette crypto-monnaie repose sur la blockchain Ethereum. Decentraland a été ouvert au public en février 2020 et est supervisé par la fondation à but non lucratif Decentraland.

## Histoire
Decentraland a été créé en 2015 par les argentins Ari Meilich et Esteban Ordano,. Il ne s'agissait au départ que d'une grille pixélisée qui attribuait des pixels aux utilisateurs via un algorithme de preuve de travail. Decentraland a ensuite évolué vers un monde en 3D. Aujourd'hui, la plateforme est considérée comme un précurseur du métavers. En octobre 2018, Decentraland et Animoca Brands ont réalisé un investissement mutuel via un échange d'actions et de jetons MANA équivalant à 0,5 million de dollars chacun . Les investisseurs de Decentraland incluent Digital Currency Group, Kenetic Capital, FBG Capital, CoinFund et Hashed.
Lors du lancement de la version beta de Decentraland 2017, les parcelles valaient 20 $ . En 2021, une parcelle a été vendue plus de 2 millions de dollars,.
Toutefois, passé cet emballement spéculatif des premiers temps, la plate-forme ne trouve toujours pas son public et les prix retombent : en 2022, il n'y a quasiment eu aucun jour avec plus de 1000 utilisateurs, alors que le projet en prévoyait des millions ; la moyenne quotidienne est même de 38 utilisateurs actifs.

## Critique
En mars 2020, Luke Winkie a décrit le jeu comme "précaire" dans un article pour PC Gamer, notant de nombreuses erreurs et "le temps de démarrage extrêmement long", ainsi que les désactivations dures associées au processus d’authentification du jeu sur la base de la cryptomonnaie. Winkie a écrit que la plateforme avait une forte orientation politique libertarienne. Il a déclaré également: "Decentraland était le concept vraiment excitant. Il s’écaillait comme un oignon, révélant le rêve fiévreux d’Ayn Rand, créé avec des textures Roblox".
L’activité sur la plateforme n’était pas claire, donc le monde était pour la plupart vide et en 2021 le plus grand nombre d’utilisateurs simultanés a atteint environ 1 600 personnes, y compris les utilisateurs inactifs qui restaient connectés. Eric Ravenscraft de Wired a écrit que Decentraland avait des erreurs dues à la modération incorrecte. Les utilisateurs avaient créé des avatars NFT avec des insultes dans leurs noms, et à un moment donné, le nom "Juif" a été vendu pour 362 000 dollars. Malgré le fait que la communauté ait voté pour ajouter "Hitler" à la liste des noms interdits, il n’y a pas eu suffisamment de votes pour exécuter le contrat intelligent de l’organisation autonome décentralisée (ou DAO). Ravenscraft a également déclaré que le jeu ressemblait au jeu en accès anticipé,.
La "rave" de Decentraland en 2022 organisée par Alex Moss, a reçu de vives critiques de la part de Zack Zwiezen de Kotaku, qui a critiqué presque tous les aspects présentés dans le clip Twitter, le qualifiant de "très ennuyeux" et de "défectueux". Zwiezen a comparé défavorablement la "rave" à des concerts et soirées virtuels similaires dans AdventureQuest 3D, Fortnite, Roblox et VR Chat, et le jeu lui-même à "un jeu fictif qui a été mis en place en quelques heures pour un épisode de CSI" (la série Les Experts). Il s’agissait de Whatever City, dans lequel les enquêteurs tentaient de résoudre un meurtre lié à un monde en ligne "nouveau" et "populaire". L’événement a également reçu une publicité négative dans les magazines Futurism et Vice : le premier l’avait qualifié de "fête de sieste" et le second avait mis en doute son statut de rave.